# Piotr II de Bourbon-La Marche
Piotr II de Burbon-La Marche (ur. w 1342, zm. w 1362 w Lyonie) – najstarszy syn Jakuba I, hrabiego La Marche, i jego żony - Joanny de Châtillon.
Piotr został pasowany na rycerza przez swojego ojca, krótko przed bitwą pod Brignais. Potem razem z ojcem walczył w tej bitwie (6 kwietnia) i obaj zostali śmiertelnie ranni. Ich rycerze wynieśli ich z pola bitwy i przenieśli do Lyonu. Piotr przeżył swojego ojca (zmarłego jeszcze tego samego dnia) i odziedziczył po nim tytuł hrabiego La Marche, jednak sam również szybko zmarł (kilka dni później). Tytuł przeszedł na jego młodszego brata – Jana.